# کوترمانگ
کوترمانگ (به لهستانی:  Kotermań) یک منطقهٔ مسکونی در لهستان است که در گمینا اوپینوگورا گورنا واقع شده‌است.